# Zosin (powiat włocławski)
Zosin – wieś w Polsce położona w województwie kujawsko-pomorskim, w powiecie włocławskim, w gminie Lubanie.
W latach 1975–1998 miejscowość należała administracyjnie do województwa włocławskiego. Według Narodowego Spisu Powszechnego (III 2011 r.) liczyła 121 mieszkańców. Jest szesnastą co do wielkości miejscowością gminy Lubanie.